# 贵州铁线莲
贵州铁线莲（学名：Clematis kweichouwensis）为毛茛科铁线莲属下的一个种。

## 扩展阅读
- 維基物種上的相關：贵州铁线莲